# Labarthète
Labarthète település Franciaországban, Gers megyében. Lakosainak száma 146 fő (2022. január 1.). Labarthète Aurensan, Corneillan, Lannux, Saint-Mont és Viella községekkel határos.

## Népesség
A település népességének változása:
| Lakosok száma | 205  | 154  | 150  | 145  | 143  | 141  | 140  | 141  | 141  | 146  |
|               | 1968 | 1982 | 1990 | 2006 | 2013 | 2015 | 2017 | 2019 | 2020 | 2022 |